# Meliosma sirensis
Meliosma sirensis är en tvåhjärtbladig växtart som beskrevs av Alwyn Howard Gentry. Meliosma sirensis ingår i släktet Meliosma och familjen Sabiaceae. Inga underarter finns listade.